# Porte Martille
La porte Martille est une porte située en France sur la commune de Salers, en région Auvergne-Rhône-Alpes.

## Localisation
Le monument fait partie des remparts de Salers, à proximité du centre-bourg.

## Historique
En 1428, le roi Charles VII autorisa les habitants de Salers à fortifier la ville. À côté de la porte de la Martille, il reste aujourd'hui la porte du Beffroi, tandis que deux autres portes de la ville ont été démolies.

### Protection
La porte Martille est inscrite au titre des monuments historiques par arrêté du 4 décembre 1925.

## Description
La porte de la Martille est construite sur un plan rectangulaire, réalisée en basalte de la région et comporte deux étages. Le toit du tour est un toit pyramidal couvert de dalles de pierre. Un passage en arc pointu est surmonté d'une voûte en berceau. Du côté extérieur, au-dessus de l'arc, on peut voir ce qui reste de l'ancien blasonnement de la ville, détruit. Les deux portes en bois, situées du côté extérieur et du côté ville, n'existent plus,.